# Бегство в автомобиле
«Бегство в автомобиле» (англ. A Jitney Elopement, альтернативные названия — Charlie’s Elopement / Married in Haste) — немой короткометражный фильм Чарли Чаплина, выпущенный 1 апреля 1915 года. Пародия на популярный в голливудском кинематографе мотив современных Ромео и Джульетты.

## Сюжет
Богач хочет выдать свою дочь замуж за графа Хлорида-де-Лайма. Истинный возлюбленный девушки, в свою очередь, выдаёт себя за графа и приходит к ним на обед. Однако, когда на обед приезжает сам Хлорид-де-Лайм, самозванца со скандалом выгоняют из дома. После этого дочь вместе с отцом и графом едет в парк на прогулку. Из-за оказавшегося там влюблённого снова возникает конфликт, в результате которого он вместе с девушкой сбегает из парка на автомобиле Хлорида-де-Лайма. Заручившись поддержкой громилы-полицейского, граф и отец преследуют их на машине, конфискованной у случайно встреченного человека. Однако влюблённым удаётся уйти от погони.

## В ролях
- Чарльз Чаплин — возлюбленный девушки
- Эдна Пёрвиэнс — девушка
- Эрнест Ван Пелт — отец девушки
- Лео Уайт — граф Хлорид-де-Лайм
- Бад Джемисон — громила-полицейский
- Ллойд Бэкон — молодой дворецкий / усатый полицейский
- Пэдди Макгуайр — дряхлый камердинер / полицейский с бакенбардами
- Фред Гудвинс — человек, у которого угнали автомобиль